# Seth Smith
Seth Smith (Estados Unidos, 24 de junio de 2005) es un jugador profesional estadounidense de rugby que se desempeña en la posición de hooker en Houston SaberCats, equipo perteneciente a la liga Major League Rugby.

## Carrera
En 2022, Smith se unió al equipo Houston SaberCats, con el cual disputa su segunda temporada en la Major League Rugby. También fue parte de la Selección juvenil de rugby de Estados Unidos.